# Prostorni plan Republike Srpske
Prostorni plan Republike Srpske je strateški dokument iz područja prostornog planiranja za teritorij Republike Srpske.

## Tekući Prostorni plan
Sadašnji Prostorni plan je za razdoblje do 2025. godine. 
Izrađen je 2015. godine. Treći je redu Prostorni plan Republike Srpske i usvojila ga je Narodna skupština Republike Srpske 18. veljače 2015. godine i objavljen je u Službenom glasniku Republike Srpske broj 15/2015. Plan se sastoji iz dva dijela — tekstualnog i grafičkog. U svom sadržaju obrađuje ova tematska područja u skladu s paradigmom održivog razvoja:
- priroda i predio
- zaštita i unapređenje životne sredine
- socijalni razvitak i kulturna baština
- ekonomski razvitak
- infrastruktura
- prekogranična suradnja

Prostorni plan se sastoji od ovih dijelova:
- opća ocjena stanja teritorije RS
- opća načela i koncepcija prostornog razvoja RS
- planska rješenja i politike prostora RS
- implementacija prostornog plana RS

## Prijašnji prostorni planovi

### 1996.
Prostorni plan Republike Srpske za razdoblje od 1996. do. 2001. godine bio je prvi po redu prostorni plan za teritorij cijele Republike Srpske. Prethodio je Prostornom planu iz 2008. godine i imao je epitet etapnog prostornog plana.

### 2008.
Prostorni plan Republike Srpske za razdoblje do 2015. godine izrađen je 2008. godine kao drugi po redu Prostorni plan Republike Srpske.
Ovim su prostornim planom su bili utvrđeni:
- funkcionalna i regionalna organizacija i korištenje raspoloživog prostora
- dobra u općoj upotrebi
- prirodni resursi
- materijalne, kulturne i ekonomske vrijednosti
- racionalno korištenje energije
- zaštita i unaprjeđenje životne sredine

Prostorni plan iz 2008. godine je sadržavao:
- ciljeve daljeg prostornog razvitka
- planska rješenja
- odredbe i smjernice za sprovođenje plana

## Vanjske poveznice
- (srp.) Влада Републике Српске: Министарство за просторно уређење, грађевинарство и екологију Републике Српске Акциони план за израду просторно планске документације у општинама и Градовима, 2007.
- (srp.) Нови урбанистички завод Републике Српске  Arhivirana inačica izvorne stranice od 24. siječnja 2017. (Wayback Machine)